# Microclymene propecaudata
Microclymene propecaudata är en ringmaskart som beskrevs av Lee och Paik 1986. Microclymene propecaudata ingår i släktet Microclymene och familjen Maldanidae. Inga underarter finns listade i Catalogue of Life.